# غافين كوان (لاعب كرة قدم)
غافين كوان (بالإنجليزية: Gavin Cowan)‏ (24 مايو 1981 في ألمانيا - ) هو لاعب كرة قدم بريطاني في مركز الدفاع. لعب مع شروزبري تاون ونادي غاينسبورو ترينيتي وتيلفورد يونايتد وبرينتري تاون ونادي كيدرمينستر هاريرز لكرة القدم ونونيتون بورو ‏ وكانفي آيلاند وSolihull Moors F.C. ‏ وفليتوود تاون وغرايز أتلاتيك ‏.

## وصلات خارجية
- غافين كوان على موقع قاعدة بيانات كرة القدم.إي يو (الإنجليزية)
- غافين كوان على موقع Soccerbase.com (لاعب) (الإنجليزية)
- غافين كوان على موقع Soccerway.com (الإنجليزية)